# Брахими, Ясин
Яси́н Брахи́ми (фр. Yacine Brahimi; араб. ياسين إبراهيمي‎; род. 8 февраля 1990, Париж) — алжирский и французский футболист, атакующий полузащитник клуба «Аль-Гарафа» и сборной Алжира.
Брахими начинал свою карьеру в различных клубах региона Иль-де-Франс, тренировался в «АСБ Монтрёй» и «КО Венсен». В 2003 году он был отобран в академию Клерфонтен. Брахими провёл три года, подписав в конце контракт с клубом «Ренн». Проведя время в молодёжной команде «Ренна», он добился в ней ряда достижений. Получив статус профессионального игрока, Брахими был отдан в аренду клубу Лиги 2 «Клермон». Играя за «Клермон», он стал одним из лучших игроков сезона 2009/2010 и быстро стал заметным на трансферном рынке. В 2010 году Брахими вернулся в «Ренн».
Будучи ныне игроком сборной Алжира, Брахими также выступал за юношеские и молодёжные сборные Франции на всех возможных возрастных уровнях. В 2009 году Брахими играл в составе юношеской сборная Франции (до 19 лет), сумевшей достичь 1/2 финала на чемпионате Европы 2009 среди юношей до 19 лет. В феврале 2013 года Брахими стал игроком сборной Алжира и дебютировал за неё месяц спустя.

## Клубная карьера

### Ранняя карьера
Брахими родился в Париже в алжирской семье и рос в восточном пригороде Парижа Монтрёй в департаменте Сен-Сен-Дени. Подрастая, он подражал Зинедину Зидану, когда играл в уличный футбол с друзьями. Брахими начал свою футбольную карьеру в местном клубе «АСБ Монтрёй». После четырёхлетнего пребывания там, он присоединился к команде «КО Венсенуа», воспитанником которого был и Блез Матюиди, из близ лежащего Венсена. Два года спустя Брахими был отобран в известную академию Клерфонтен для дальнейшего своего футбольного развития. Тренируясь в академии в течение недели, Брахими регулярно играл за «КО Венсенуа» в выходные. Последний год своего пребывания в Клерфонтене Брахими провёл в Кам де Лож, молодёжном тренировочном центре клуба «Пари Сен-Жермен», где среди его партнёров был и Мамаду Сако. Будучи в сфере интересов ряда французских и европейских команд к моменту своего ухода из академии, Брахими подписал аспирантский (молодёжный) контракт с клубом «Ренн». В октябре 2010 года Брахими объяснял свой выбор тем, что: «в Ренне, в академии придаётся большое значение учёбе» и «это было гарантией для моих родителей. Они посоветовали мне выбрать „Ренн“. Таки образом я мог продолжить тренироваться, готовясь к бакалавриату».

### «Ренн»

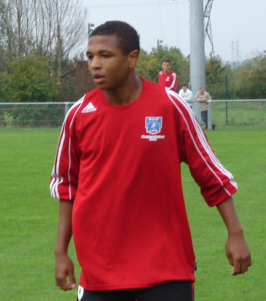
Брахими в молодёжной команде «Ренн» (до 19 лет)

Брахими, присоединившись к «Ренну», быстро стал частью талантливой группы игрок молодёжной академии клуба. Среди его партнёров там выделялись Дамьен Ле Таллек, младший брат Антони Ле Таллека, Янн М’Вила, Йоанн Ласиман, Кевин Теофиль-Катрин и Самюэль Супрайен. Комбинация из М’Вилы, Брахими, Камары и Ле Таллека, все 1990 года рождения, стала ведущей в успехе молодёжной команды. Вместе с командой до 16 лет эта четвёрка выиграла «Турнуа Кариспорт» (Tournoi Carisport), национальный турнир, регулярно проводимый между ведущими футбольными академиями Франции по системе каждый с каждым. 2 сезона спустя с командой до 18 лет выиграл соответствующий чемпионат в сезоне 2006/07. В 2008 году молодёжная академия «Ренна» достигла успеха, выиграв престижный Кубок Гамбарделла. Для «Ренна» он стал третьим и первым с 2003 года, когда в соревновании принимали участие Йоанн Гуркюфф и Сильвен Марво. По окончании сезона 2007/08 23 июня Брахими подписал свой первый профессиональный трёхгодичный контракт до июня 2011 года. Несмотря на профессиональный контракт Брахими не получил места в основной команде, играя за любительскую команду «Ренна» в четвёртом дивизионе, проведя в её составе 22 матча и забив 3 мяча.

#### Аренда в «Клермон»
После удачного выступления Брахими в составе юношеской сборной Франции, руководство «Ренна» решило отдать игрока в аренду, чтобы тот получал больше игрового времени на поле. 3 июля 2009 года клуб сообщил о том, что Ясин будет выступать за клуб Лиги 2 «Клермон» до окончания сезона 2009/2010. Брахими прибыл в «Клермон» по окончании чемпионата Европы 2009 среди юношей до 19 лет, наряду с арендованным из «Ювентуса» Карло Веччионе, Брахими был присвоен 28-й номер. Он дебютировал в стартовом матче сезона, выйдя на замену в проигранном со счётом 2:1 матче в Арль-Авиньон. Он забил свой первый гол за клуб 25 сентября, реализовав пенальти за клуб, принеся победу со счётом 3:2 над Анже. Первый гол Брахими с игры за Клермон был забит 4 декабря в матче с Бастией, закончившемся со счётом 3:1. Две недели спустя он снова забил, реализовав очередной пенальти в матче со счётом 1:1 против «Генгама».
23 марта 2010 года Брахими забил первый гол «Клермона» в матче против «Аяччо», закончившемся победой его команды со счётом 3:0. Через три дня он снова забил гол и оказал помощь в победе команды со счётом 3:1 над «Истром». Через месяц Брахими реализовал уже третий свой пенальти в сезоне, поучаствовав в победе над «Дижоном» со счётом 3:2. Победа подняла Клермон до 4-й позиции в турнирной таблице Лиги, и всего три очка отделяло их от зоны повышения. На следующей неделе, Брахими продолжил показывать свои бомбардирские качества в матче против «Гавра». Матч, однако, закончился негативно для «Клермона», так как клуб проиграл 2:1. Это было первое поражение клуба в матче, где Брахими забил гол. Три дня спустя, Ясин забил уже восьмой гол сезона в победном матче над клубом «Генгам» со счётом 3:1. Победа создала продвижение в матч плей-офф за выход в Лига 1 в последний игровой день сезона, в котором занявший четвёртое место «Клермон» играл с занявшим третье место «Арль-Авиньон». К сожалению, для «Клермона», клуб не смог заработать повышение в Лигу 1 в первый раз в истории клуба, так как клуб проиграл матч со счётом 1:0. Брахими отыграл 89 минут в матче, за которые заработал жёлтую карточку.

### Возвращение в «Ренн»
По окончании сезона, 15 мая 2010 года, главный тренер «Ренна» Фредерик Антонетти подтвердил возвращение Брахими в команду, несмотря на интерес со стороны английского «Арсенала» и мадридского «Реала», а также отметил, что будет в большой степени полагаться на него в сезоне 2010/2011, дав возможность проявить себя алжирцу в качестве плеймейкера, тем самым заменив стареющего Жерома Лероя. 7 августа 2010 года, Брахими сделал свой клубный дебют за Ренн в матче-открытии лиги для клуба против Лилля. Он начал матч в стартовом составе и отыграл 71 минуту матча, который закончился со счётом 1:1. На следующий день, Ренн заявил, что Брахими продлил контракт с клубом на четыре года. Новый контракт сохранит его место в клубе до июня 2014 года.
14 августа 2010 года Брахими забил свой первый гол за клуб в победном матче (3:0) против «Нанси». Более в осенней части чемпионата Брахими не отличался ни как бомбардир, ни как ассистент. В результате Брахими не всегда стал попадать в стартовый состав. После зимнего перерыва Брахими вернулся в форму, внеся свой вклад в разгромную победу (7-0) команды над клубом Лиги 3 «Канном» в кубке Франции. Неделю спустя он отличился дублем в матче чемпионата Франции (4-0) в ворота «Арль-Авиньона». 5 февраля 2011 Брахими отличился в матче против «Пари Сен-Жермена». Забитый с дальней дистанции гол стал единственным в матче и позволил «Ренну» сравняться с «ПСЖ» в борьбе за второе место.

### «Гранада»
30 августа 2012 года Брахими на правах аренды перешел в испанскую «Гранаду». 4 июня 2013 года он подписал с клубом четырёхлетний контракт.

### «Порту»
22 июля 2014 года Брахими подписал пятилетний контракт с «Порту». Первый гол за клуб алжирец забил во второй игре стыковых матчей Лиги чемпионов против «Лилля». 17 сентября Брахими оформил свой первый хет-трик в первом матче групповой стадии Лиги чемпионов против «БАТЭ». Свой первый гол в лиге Брахими забил 1 ноября в домашнем матче против «Насьонала», закончившегося победой хозяев 2-0.

## Международная карьера

### Франция
Уже в возрасте 13 лет Брахими начал включаться в региональные молодёжные команды, играя за Иль-де-Франс, наряду с будущими товарищами по молодёжной международной команде Мамаду Сако и Себастьяном Коршья. Брахими дебютировал за сборную до 16 лет 21 марта 2006, реализовав пенальти в победном матче со сборной Германией. Он играл за сборную до 16 лет на турнире Монтегю, отыграв во всех четырёх матчах за команду в соревновании, в то время как сборная Франции стала чемпионом, победив сборную Италия со счётом 2:1 в финале. За сборную до 17 лет, Брахими дебютировал 25 сентября в отборочном матче ЧЕ до 17 лет 2007 против сборной Литвы. Франция выиграла матч со счетом 4:2, Брахими появился на поле, выйдя на замену. Несмотря на появление в первом раунде квалификации, Брахими отсутствовал на самом турнире, в связи с тем, что игрок изо всех сил пытался приспособиться в своём новом клубе на внутреннем рынке. Позже он не смог сыграть за команду на чемпионате мира среди юношеских команд 2007, который был достигнут в силу полуфинала в аналогичном турнире УЕФА. Брахими дебютировал за сборную до 18 лет 18 декабря 2007 года в товарищеском матче против сборной Португалии, проиграв со счётом 1:0, а затем сыграл в двух товарищеских матчах против сборной Германии.
Со сборной до 19 лет Ясин появился во всех 19 матчах и забил 12 голов. Он сыграл огромную роль во время квалификации на чемпионат Европы среди юношей до 19 лет по футболу 2009 забил пять голов за свою команду в ворота всех соперников по группе: Лихтенштейна, Мальты и Республики Ирландии, отличившись дважды в матче против Лихтенштейна и хозяев группы, Мальты. Брахими также забил несколько голов в товарищеских матчах. 30 марта 2009 года он забил гол в ворота сборной Украины и, в следующем месяце, забил гол в матче против Финляндии, поучаствовав в разгроме со счётом 7:0. На самом чемпионате среди юношей, Брахими поразил ворота дважды; один гол он забил в матче против Сербии, а другой против Испании. Победный гол в матче против Испании принёс выход Франции в полуфинал, где они проиграли сборной Англии.
Брахими также имел право представлять Алжир на международном уровне. После успешного сезона с «Клермон», он связался с федерацией футбола Алжира, которая предложила игроку возможность играть в команде на чемпионате мира 2010. Брахими вошёл в предварительную заявку тренера Рабаха Саадана на турнир, но он отказался от возможности, решив продолжать свою международную карьеру с Францией. 12 мая 2010 года, спустя почти год отсутствия игр за Францию на международном уровне, Брахими был вызван в сборную до 20 лет тренером Патриком Гонфалоне на Турнире в Тулоне 2010. Во втором матче группового этапа против Японии, Брахими забил последний гол, принеся победу команде со счётом 4:1. Он играл во всех пяти матчах команды, в итоге сборная Франции заняла третье место.
26 августа 2010 года Брахими был вызван в сборную до 21 года Эриком Момбертсом на матчи отбора на чемпионат Европы среди молодёжных команд против сборных Украины и Мальты. Он дебютировал за сборную до 21 в матче против Мальты. Брахими отыграл весь матч, закончившийся с победным счётом 2:0. Впоследствии он сыграл в трёх матчах команды, но в товарищеском матче со сборной Словакии в феврале 2011 года получил травму и больше в отборочном турнире не сыграл.

### Алжир
В феврале 2013 года было объявлено, что Брахими решил изменить его национальную принадлежность и выступать за сборную Алжира. Брахими дебютировал в стартовом составе в победном матче над сборной Бенина в отборочном турнире на ЧМ-2014.
В июне 2014 года включён тренером Вахидом Халилходжичем в состав сборной для участия в финальном турнире чемпионата мира 2014. На турнире принял участие в трёх матчах — играх группового турнира против Кореи и России и матче 1/8 финала с Германией. Дошёл со сборной Алжира до 1/8 финала чемпионата мира. 22 июня 2014 года Брахими забил свой первый гол за сборную в матче, который алжирцы выиграли со счётом 4:2 у Республики Корея в групповом этапе чемпионата мира.

## Статистика

### Клубная
(По состоянию на 9 февраля 2015)
| Клуб             | Сезон            | Лига | Лига | Лига | Кубки | Кубки | Кубки | Европа | Европа | Европа | Итого | Итого | Итого |
| Клуб             | Сезон            | Игры | Голы | Пасы | Игры  | Голы  | Пасы  | Игры   | Голы   | Пасы   | Игры  | Голы  | Пасы  |
| ---------------- | ---------------- | ---- | ---- | ---- | ----- | ----- | ----- | ------ | ------ | ------ | ----- | ----- | ----- |
| Клермон→         | 2009/10          | 32   | 8    | 1    | 2     | 0     | 0     | —      | —      | —      | 34    | 8     | 1     |
| Клермон→         | Итого            | 32   | 8    | 1    | 2     | 0     | 0     | —      | —      | —      | 34    | 8     | 1     |
| Ренн             | 2010/11          | 22   | 4    | 0    | 4     | 2     | 1     | —      | —      | —      | 26    | 6     | 1     |
| Ренн             | 2011/12          | 17   | 2    | 0    | 6     | 1     | 0     | 2      | 0      | 0      | 25    | 3     | 0     |
| Ренн             | Итого            | 39   | 6    | 0    | 10    | 3     | 1     | 2      | 0      | 0      | 51    | 9     | 1     |
| Итого за карьеру | Итого за карьеру | 71   | 14   | 1    | 12    | 3     | 1     | 2      | 0      | 0      | 85    | 17    | 2     |

### Голы за сборную
| # | Дата         | Стадион                           | Противник        | Счёт | Результат | Соревнование                   |
| - | ------------ | --------------------------------- | ---------------- | ---- | --------- | ------------------------------ |
| 1 | 22 июня 2014 | Бейра-Рио, Порту-Алегри, Бразилия | Республика Корея | 4:1  | 4:2       | Чемпионат мира по футболу 2014 |

## Достижения
- Кубок Гамбарделла: 2008
- Африканский футболист года по версии Би-би-си: 2014
- Чемпион Португалии: 2017/18
- Обладатель Кубка африканских наций: 2019